# Suchy Potok (rejon skolski)
Suchy Potok (ukr. Сухий Потік) – wieś na Ukrainie w rejonie stryjskim (do 2020 roku w rejonie skolskim) obwodu lwowskiego.